# Martín García (eiland)
Martín García is een eiland in het estuarium de Río de la Plata, voor de kust van Uruguay, maar vallend onder de soevereiniteit van Argentinië. De enclave ligt binnen de territoriale wateren van Uruguay; in 1973 werd tussen beide landen een overeenkomst gesloten dat het eiland tot Argentinië zou blijven behoren. Het eiland is nu een beschermd natuurreservaat.
In 1516 kwam de Spaanse zeevaarder Juan Díaz de Solís op het eiland aan. Hij noemde het naar Martín García, zijn tweede stuurman die aan boord was overleden. Hij begroef hem op het eiland. Hiermee was Díaz de eerste Europeaan die voet op Argentijnse bodem zette.
Het eiland heeft een oppervlakte van 1,84 km² (iets kleiner dan Rottumeroog) en heeft een permanente bevolking van 150 personen (50 families). Het valt bestuurlijk gezien onder de provincie Buenos Aires.
Het eiland fungeerde in het verleden als gevangenis voor verschillende politici, waaronder de Argentijnse presidenten Hipólito Yrigoyen, Juan Perón en Arturo Frondizi.